# Pekín 2008 (historieta)
Pekín 2008 es una historieta del dibujante de cómics español Francisco Ibáñez. 

## Sinopsis
Ante la cercanía de los juegos olímpicos de Pekín, Mortadelo y Filemón, temiendo que se les encargue una misión al respecto, deciden huir del país. Tras una larga huida, llegan a la India, donde los lugareños les reconocen. Optan por seguir huyendo. Se topan con el Súper, que acaba de llegar a Pekín con el autocar del equipo español. El Súper les comenta que tenía previsto no encargarles la misión de los Juegos, pero como los dos agentes han ido allí, entiende que sí que están interesados. 
Como ya viene siendo habitual, los deportistas se niegan a participar en los Juegos debido a la presencia de Mortadelo y Filemón. El Súper opta porque les sustituyan agentes de la T.I.A. que se encuentren en la zona; Mortadelo, Filemón, el profesor Bacterio y la señorita Ofelia se dedicarán a prepararles.

## Gags y curiosidades
- En una escena aparecen en el palco Condoleezza Rice, Rompetechos, Rodolfo Chikilicuatre; y Rodríguez Zapatero con Rajoy, forcejeando.

- Mortadelo y Filemón llegan a Oriente y esperan que nadie les reconozca. Sin embargo, la gente les conoce y reacciona como si fueran estrellas. Algo similar ocurre en ¡Bye bye, Hong Kong!

- La aparición de Superman es relativamente frecuente en cómics de Mortadelo y Filemón: en ¡Terroristas!; en El cacao espacial; en La M.I.E.R.; en Los kilociclos asesinos; en Los espantajomanes; envejecido en Las embajadas chifladas, y en esta historieta.